# 1800
1800 (MDCCC) fue un año común comenzado en miércoles según el calendario gregoriano y un año bisiesto comenzado en domingo según el calendario juliano. A partir del 1 de marzo de este año (18 de febrero en el calendario juliano), al existir un día más en los años seculares que no son múltiplos de 400 en el calendario juliano, la diferencia entre ambos calendarios aumentó a 12 días; diferencia que se mantuvo hasta el 17 de febrerojul./ 1 de marzo de 1900greg..
Es el año 1800 de la era común y del anno Domini, el año 800 del segundo milenio, el centésimo y último año del siglo XVIII y el primer año de la década de 1800.

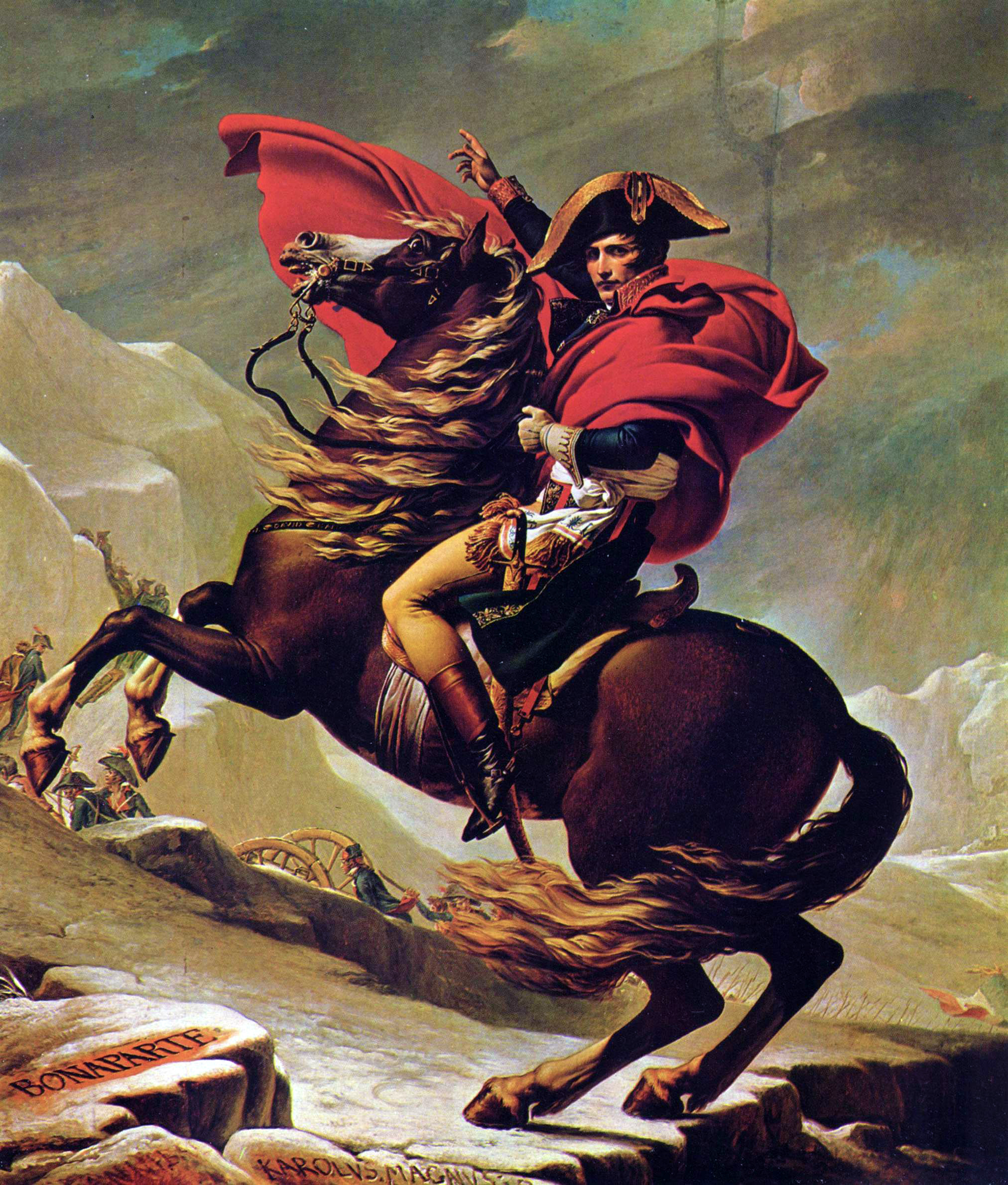
15 de mayo: Napoleón Bonaparte cruza los Alpes.

## Acontecimientos

### Enero
- Campaña de Egipto: Después de la salida de Bonaparte la situación del cuerpo expedicionario francés se vuelve precaria en Egipto.
- 1 de enero: Las Compañía Neerlandesa de las Indias Occidentales es disuelta.
- 10 de enero: El Senado de los Estados Unidos ratifica un Tratado de Paz con Túnez.
- 12 de enero: Tratado de Pacificación del Oeste (Francia) entre el gobierno, representado por Hédouville y los jefes chuanes, representados por d'Andigné, Bourmont, Kainlis y La Roche Saint-André.
- 17 de enero: El número de periódicos autorizados en Francia se ve reducido a 11.
- 17 de enero: En Francia es aplastada la rebelión monárquica en la región de la Vendée
- 20 de enero: Se celebran los esponsales de Carolina Bonaparte y Joaquín Murat.
- 24 de enero: Kléber, por la Convención de El Arish, acepta renunciar a la ocupación de Egipto, pero la intransigencia de Gran Bretaña le obliga a cambiar su decisión.
- 24 de enero: Victoria menor de los Chuanes en la batalla del puente de Loc'h (Francia).

### Febrero
- 11 de febrero: La radiación infrarroja es descubierta por el científico William Herschel.
- 13 de febrero: Creación del Banco de Francia con la reunión de varios bancos privados en una sociedad con acciones.
- 17 de febrero: La ley del 28 pluviôse del año VIII, reorganiza la administración en Francia. Bonaparte aumenta los poderes de los comisarios de la República quienes se convierten en Prefectos y Subprefectos, nombrados y revocados por el poder central. Un sistema de tutela administrativa se ejercita sobre los municipios. Los Prefectos nombran a los alcaldes y los consejeros municipales de las ciudades de menos de 5000 habitantes, y el poder central nombra directamente aquellos de ciudades de más de 5000 habitantes. París tiene un Prefecto del Sena y un Prefecto de policía. Un consejo general de 16 a 24 miembros, elegidos en la lista de confianza departamental por el gobierno, tiene un rol consultivo.
- 17 de febrero: El departamento del Mont-Terrible es incorporado en el Haut-Rhin (Francia).
- 18 de febrero: Cerca de Malta, la escuadra británica de Horatio Nelson derrota a la francesa en la Batalla del Convoy de Malta.
- Francia: Los rebeldes chuanes de Vendée entregan las armas.

### Marzo
- 14 de marzo: en Roma, el cardenal Chiaramonti es elegido papa con el nombre de Pío VII.
- 18 de marzo: Ley del 27 ventôse, reorganizando el sistema judicial francés: jueces de paz elegidos en los cantones, tribunales de primera instancia en los distritos (arrondissement), tribunales criminales en los departamentos. Los jueces son nombrados por el gobierno y pagados por el presupuesto del Estado. Son nombrados de por vida e inamovibles.
- 17 de marzo: Invención de la pila voltaica por Alejandro Volta: la primera Batería eléctrica química.
- 20 de marzo: Kléber vence un ejército turco en Heliópolis (Egipto).
- 21 de marzo: Rusia y el Imperio otomano, aprueban el Tratado de Constantinopla por el cual crean la República Federativa de las Siete Islas, nombre dado a la entidad que reagrupa 7 islas del Mar Jónico (hasta ahora venecianas), situadas entre Grecia e Italia, que Francia se adjudicó en el Tratado de Campo Formio en 1797.
- 21 de marzo: Pío VII es investido como el papa n.º 251.
- 28 de marzo: Acta de Unión de Irlanda al Reino Unido es votado por el parlamento irlandés. Preparado por Pitt, da a los irlandeses una representación en Westminster, para que tomen parte de los debates que les conciernen. Entrará en vigor el 1 de enero de 1801, y suprime el Parlamento de Dublín a cambio de la creación de 95 diputados y 22 pares irlandeses en el seno del Parlamento del Reino Unido de Gran Bretaña e Irlanda. Jorge III se opone a la emancipación de los católicos prometida por Pitt.
- Rusia: reforma militar que da autonomía administrativa a la artillería.

### Abril
- 2 de abril: Ludwig van Beethoven toca la  sinfonía n.º1 en el Burgtheater (teatro imperial de la corte) en Viena.
- 6 de abril:Segunda Coalición: sitio de Génova.
- 23 de abril: en Sajonia (Alemania) un tornado destruye la villa de Hainichen y aplasta árboles (y les arranca la corteza) en los bosques aledaños, dejando una huella de cientos de metros de anchura.
- 24 de abril: en Washington D. C. (Estados Unidos) se funda la Biblioteca del Congreso.
- Rusia: Decreto prohibiendo la importación de todos los libros extranjeros.
- Estados Unidos: Inicio de las votaciones para la elección del presidente. Durará hasta octubre. El resultado no es anunciado hasta febrero de 1801.

### Mayo
- 2 de mayo: Rusia, los miembros elegidos por los tribunales de la nobleza son reemplazados por funcionarios.
- 3 de mayo: Victoria de Claude Jacques Lecourbe a la batalla de Stockach. Victoria de Moreau a la batalla de Engen.
- 5 de mayo: Gran Bretaña proclama el Acta de Unión (Act of Union) para unir Gran Bretaña e Irlanda en el Reino Unido. Esta acta, tomará efecto oficial el 1 de enero de 1801.
- 6 de mayo: Los austriacos cruzan el Puerto de Tende y ocupan la región de Niza (Francia).
- 15 de mayo: Napoleón Bonaparte empieza a cruzar los Alpes. Escogiendo la ruta más corta hacia elGran San Bernardo.
- 16 de mayo: Primer censo general de la población en Francia.
- 21 de mayo: Campaña de Bonaparte en Italia.
- 29 de mayo: Niza es recuperada por los franceses después de la retirada de los austriacos.

### Junio
- 4 de junio: Disolución de la Cámara e inicio de la campaña electoral en el Bajo Canadá (elección de 35 diputados francófonos y 15 diputados anglófonos).
- 14 de junio: Kléber es asesinado por Suleiman El Alepi. El general Menu le sucede. Casado con una egipcia y convertido al islam, desarrolla la agricultura y los trabajos de irrigación.
- 14 de junio: El ejército austriaco es derrotado por Napoleón en la Batalla de Marengo.
- 19 de junio: El ejército francés dirigido por Moreau vence a los austriacos en la batalla de Höchstädt.
- 26 de junio: Alessandro Volta anuncia el descubrimiento y funcionamiento de la primera pila eléctrica.
- 27 de junio: El pachá de Trípoli, Yusuf ibn Ali Karamanli declara la guerra a Suecia cortando el mástil de la bandera que izaba sobre el consulado.

### Julio
- 4 de julio: Creación del territorio del Indiana (Estados Unidos).
- Cesa el fuego entre Francia y Austria.
- Francia libera y devuelve soldados rusos.

### Agosto
- 13 de agosto: Bonaparte pide a Cambacérès de dirigir una comisión encargada de componer el Código de las Leyes (Código Civil de Francia).
- 23 de agosto: Rusia - Reglamentos que reemplazan las municipalidades electivas por alcaldías dirigidas por funcionarios del Estado.
- 24 de agosto: Combate naval de Malta.
- 30 de agosto: Estados Unidos, revuelta de Gabriel Prosser, joven esclavo negro de 24 años que intenta tomar la ciudad de Richmond (Virginia) a la cabeza de un miliar de afroestadounidenses. Traicionado por otros dos esclavos, es colgado junto con 50 de sus hombres.
- agosto: Una flota británica aparece ante Batavia pero se retira por falta de tropas para desembarcar después de haber incendiado algunas casas y destruido barcos.

### Septiembre
- 5 de septiembre: Inglaterra ocupa Malta y expulsa a los franceses de la isla (1798-1800). Malta se convierte en un protectorado británico (1800-1964).
- 20 de septiembre: Tratado de Mortefontaine firmado por Francia, Reino Unido y los Estados Unidos de América poniendo fin a la Cuasi-Guerra.
- 30 de septiembre: Convención de 1800 entre Francia y los Estados Unidos para poner fin a la alianza entre los dos estados desde 1778 y resolver las hostilidades que surgieron desde 1798 con la "Cuasi-Guerra" sobre todo en el Caribe. Esta convención puso fin a cualquier alianza con otro país por parte de los Estados Unidos hasta pasado un siglo.

### Octubre
- 1 de octubre: España cede la Luisiana a Francia mediante un Tratado secreto de San Ildefonso. El territorio seguirá ocupado por España hasta 1803.
- Fiódor Rostopchín propone al zar de Rusia una alianza con Francia contra Gran Bretaña con idea de repartirse el Imperio otomano.
- Rusia: con el acuerdo del metropolita de Moscú, el edicto de tolerancia de 1798 se extiende a la antigua capital, donde los "viejos creyentes" ya pueden instalarse.

### Noviembre
- 1 de noviembre El presidente estadounidense John Adams, se convierte en el primer mandatario que vive en la Mansión presidencial (posteriormente llamada Casa Blanca). La sede del gobierno estadounidense es transferida a Washington D. C.
Elecciones presidenciales de Estados Unidos de 1800. El Presidente y candidato federalista John Adams no consigue la reelección al ser derrotado por una amplia mayoría por el candidato demócrata-republicano Thomas Jefferson.
- 7 de noviembre: Bonaparte responde a una carta de Luis XVIII dejando claro su oposición a una restauración monárquica.
- 17 de noviembre: El congreso estadounidense celebra su primera sesión en el distrito federal de Washington.
- 21 de noviembre: Francia, fundación de la congregación religiosa femenina de las Damas del Sagrado Corazón por Madeleine-Sophie Barat.
- Rusia-Dos Sicilias: Encuentro de Pablo I de Rusia con el duque de Serracapriola, embajador del Reino de las Dos Sicilias. El zar se declara favorable a una reunión de las dos Iglesias.

### Diciembre

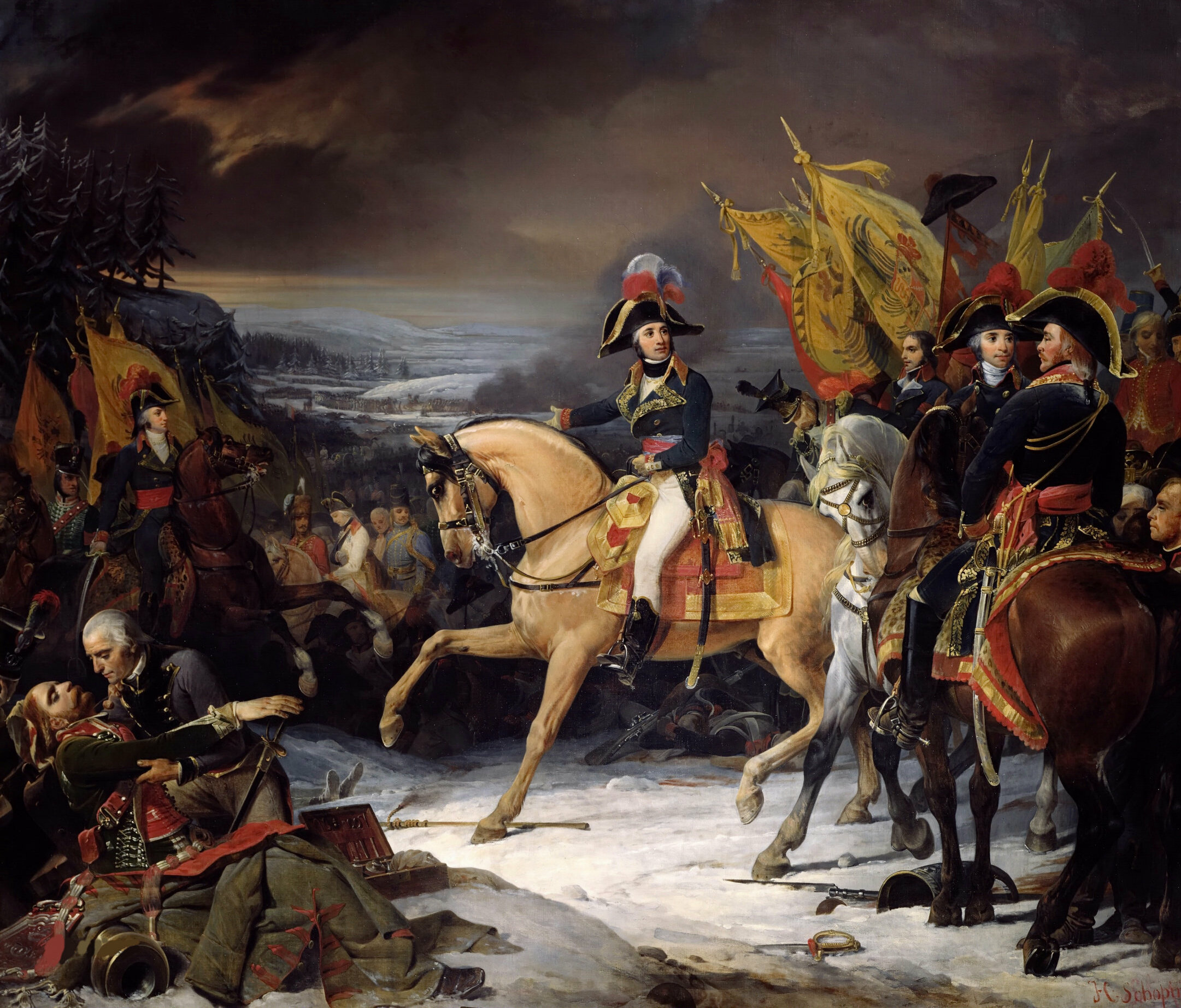
3 de diciembre: batalla de Hohenlinden

- 3 de diciembre: Sufragio universal masculino en Estados Unidos para la elección presidencial.
- 3 de diciembre: El ejército francés de Moreau derrota las tropas austriacas en la batalla de Hohenlinden.
- 9 de diciembre: Rusia-Francia: Bonaparte llama al zar Pablo I de Rusia a un acercamiento entre los dos países.
- 13 de diciembre: Mariano Luis de Urquijo es destituido. El ministro Manuel Godoy vuelve al poder en España.
- 24 de diciembre: Atentado contra el primer cónsul Napoleón Bonaparte en París, del que sale ileso. Dicho atentado es fomentado por Georges Cadoudal, apoyado por los británicos. La explosión hace 22 muertos. Se sospecha en primer lugar de los jacobinos por lo que son arrestados y deportados en masa. Rápidamente se descubre que el atentado es obra de los realistas por lo que se pasa a arrestar a todos los partidarios del rey.
- 24 de diciembre: Pierre Coudrin y Henriette Aymer de la Chevalerie crean la Congregación de los sagrados corazones de Jesús y María en París.
- 31 de diciembre: Pablo I de Rusia ordena al general Orlov, hetman de los Cosacos, caminar hacia las colonias británicas de las Indias con 22.500 hombres. Firma de los tratados entre Rusia, Prusia, Suecia y Dinamarca para renovar el sistema de neutralidad armada de 1780.
- 31 de diciembre: último día del siglo XVIII.

### Sin fecha
- Gran Bretaña: Desarrollo del ferrocarril: primeras calderas de alta presión. (1825)
- Gran Bretaña: Malas cosechas (1800-1801) que provocan motines por todo el Reino Unido.
- La electrólisis del agua es descubierta por Anthony Carlisle y William Nicholson al pasar corriente voltaica a través del agua generando hidrógeno y oxígeno.
- La radiación infrarroja es descubierta por William Herschel.
- Alejaidinho esculpe el Bom Jesus.
- El Vals nace en Europa.
- Se inicia el reino de Ntare Rugamba, rey de Burundi (1800-1850).
- Inicio del reino de Toro Kouamena, llamado Osei Bonsu, líder de los Ashanti (1800-1824).
- Alexander von Humbolt reconoce el canal de Casiquiare que hace la unión entre el Amazona y el Orinoco por el río Negro.
- Nueva España (México) cuenta con 5,3 millones de indígenas.
- Estados Unidos cuenta con 7 millones de habitantes. 700.000 colonos blancos se instalan al oeste de las Apalaches (Ohio, Illinois, Indiana, Alabama y Misisipi).
- Ataques de piratas vietnamitas en las costas del sur de China.
- Los británicos empiezan a importar opio en China. El comercio con China es excedentario para la Gran Bretaña.
- Inicio del reino de Alim, khan de Kokanda (1800-1810). El khanato de Kokanda anexiona Tachkent y Turquestán e impone su dominio a los kazajos.
- India: Protectorado británico sobre el nizâm de Hyderabad.
- Un violento ciclón destruye la desembocadura del Kistna.
- Portugal: Terremoto en la isla de Terceira en el archipiélago de Azores.
- Rusia: La población de Siberia no alcanza las 600.000 personas. A partir de 1800 el gobierno ruso manda poblar la región con siervos del Estado, opositores al régimen y prisioneros de guerra.
- El "Althing" de Islandia, el parlamento más antiguo (930-1800), es abolido. El parlamento islandés no será restablecido hasta 1844.

## Arte y literatura
- Goya - Familia de Carlos IV.

## Ciencia y tecnología
- Shaw describe por primera vez el león marino del sur (Otaria flavescens)

## Demografía
La población mundial estaba cerca de 978 millones de personas. En 1804 se llegó a las mil millones de personas, distribuidas de la siguiente manera:
- - África: 107 000 000
  - Asia: 635 000 000
    - China: 300-400.000.000

  - Europa: 203 000 000
    - Francia: 29 290 000

  - América Latina: 24 000 000
  - Estados Unidos: 7 000 000
  - Oceanía: 2 000 000

Las ciudades con mayor población eran:
1. Pekín (China), 1 100 000
2. Londres (Reino Unido), 861 000
3. Cantón (China), 800 000
4. Tokio (Japón), 685 000
5. Estambul (Imperio otomano), 570 000
6. París (Francia), 546 000
7. Nápoles (Reino de Nápoles), 430 000
8. Hangzhou (China), 387 000
9. Osaka (Japón), 383 000
10. Kioto (Japón), 377 000

## Nacimientos

### Enero
- 1 de enero: Constantine Hering, médico homeópata, botánico, alemán (f. 1880).
- 2 de enero: Dona Beija, cortesana brasileña (f. 1873).
- 3 de enero:
  - Jacob Heinrich Wilhelm Lehmann, astrónomo alemán (f. 1863
  - Martín de Santa Coloma, militar argentino (f. 1852).
- 6 de enero: Anna Maria Hall, escritora irlandesa (f. 1889).
- 7 de enero:
  - Millard Fillmore, político estadounidense, 12° vicepresidente desde 1849 hasta 1850 y 13° presidente desde 1850 hasta 1853 (f. 1874).
  - Moritz Daniel Oppenheim, artista plástico judeo-alemán (f. 1882).
- 10 de enero:
  - Lars Levi Laestadius, pastor luterano sueco (f. 1861).
  - Andrés García Acosta, franciscano español (f. 1853).
- 11 de enero:
  - Anyos Jedlik, físico e inventor húngaro (f. 1895).
  - Giuseppina Ronzi De Begnis, famosa soprano italiana (f. 1853).
- 14 de enero: Ludwig von Köchel, musicólogo austriaco (f. 1877).
- 17 de enero:
  - Caleb Cushing, hombre de estado y diplomático estadounidense (f. 1879).
  - Hippolyte Bellangé, pintor de batallas francés (f. 1866).
- 20 de enero: Cristóbal Moehrlen, profesor, pastor, protestante y escritor alemán (f. 1871).
- 21 de enero: Theodor Fliedner, filántropo, teólogo y pastor luterano alemán (f. 1864).
- 24 de enero: Edwin Chadwick, reformista social británico (f. 1890).
- 26 de enero:
  - Johann Gerhard Oncken, predicador baptista alemán (f. 1884).
  - Elizabeth Ann Whitney, líder mormón estadounidense (f. 1882).
- 27 de enero: John Evelyn Denison, Vizconde de Ossington, noble inglés (f. 1875).
- 28 de enero: Friedrich August Stüler, influyente arquitecto alemás y constructor que trabajó especialmente en el reino de Prusia (f. 1865).
- 29 de enero: Pedro Palazuelos Astaburuaga, bachiller en teología, abogado y político chileno (f. 1851).
- 31 de enero: Russell Henry Manners, almirante de la Marina Real Británica, último presidente de la Real Sociedad Astronómica (f. 1870).

### Febrero
- 1 de febrero: Brian Houghton Hodgson, naturalista y etnólogo británico (f. 1894).
- 2 de febrero:
  - Mélanie Hahnemann, homeópata y médica francesa (f. 1878).
  - Manuel Díez de Bonilla, abogado y destacado político conservador mexicano (f. 1864).
- 9 de febrero: Joseph von Führich, pintor austriaco (f. 1876).
- 11 de febrero: William Fox Talbot, fotógrafo, inventor, arqueólogo, botánico, filósofo, filólogo, matemático y político británico (f. 1877).
- 12 de febrero: John Edward Gray, naturalista, curador, botánico, briólogo, algólogo, zoólogo y micólogo inglés (f. 1875).
- 16 de febrero: François Lanno, escultor francés del siglo XIX (f. 1871).
- 18 de febrero: Dalmacio Vélez Sarsfield, jurista, abogado y político argentino (f. 1875).
- 19 de febrero: Émilie Gamelin, religiosa canadiense (f. 1851).
- 21 de febrero: Félix Ballester, terrateniente y político argentino (f. 1869).
- 23 de febrero:
  - William Jardine, naturalista escocés (f. 1874).
  - Adelaida de Anhalt-Bernburg-Schaumburg-Hoym, princesa de Anhalt-Bernburg-Schaumburg-Hoym por nacimiento como una hija del Príncipe Víctor II de Anhalt-Bernburg-Schaumburg-Hoym (f. 1820).
- 27 de febrero: Robert Willis, académico inglés (f. 1875).

### Marzo
- 1 de marzo: Paulina de Orange-Nassau, princesa de la casa de Orange-Nassau (f. 1806).
- 2 de marzo: Yevgueni Baratynski, poeta, ensayista y escritor ruso (f. 1844).
- 3 de marzo:
  - Joan Güell, industrial, político y economista español (f. 1872).
  - Heinrich Georg Bronn, geólogo, naturalista y paleontólogo alemán (f. 1862).
- 4 de marzo:
  - William Price, médico galés (f. 1893).
  - María Sofía de Thurn y Taxis, miembro de la Casa de Thurn y Taxis y una Princesa de Thurn y Taxis por nacimiento y un miembro de la Casa de Wurtemberg (f. 1870).
- 5 de marzo: Georg Friedrich Daumer, poeta y filólogo alemán (f. 1875).
- 9 de marzo: Manuel Bascuñán Salas, político chileno (f. 1866).
- 10 de marzo: Thomas Webster, pintor figurativo británico (f. 1886).
- 12 de marzo: Louis-Prosper Gachard, historiador, paleógrafo y archivero belga de origen francés (f. 1885).
- 16 de marzo: Ninkō Tennō, emperador japonés (f. 1846).
- 17 de marzo: Patricio de Azcárate Corral, filósofo y político español (f. 1886).
- 18 de marzo:
  - Claudio Gay, polímata, naturalista e historiador francés (f. 1873).
  - Harriet Smithson, actriz anglo-irlandesa (f. 1854).
- 20 de marzo:
  - Gottfried Bernhardy, filólogo e historiador literario alemán (f. 1875).
  - Braulio Carrillo Colina, abogado, comerciante y político costarricense (f. 1844).
  - Piotr Pájtusov, oficial naval, agrimensor, hidrógrafo y explorador ruso (f. 1835).
- 25 de marzo: Ernst Heinrich Karl von Dechen, geólogo alemán (f. 1889).
- 28 de marzo:
  - Sixto Quesada, militar argentino (f. 1840).
  - Johann Georg Wagler, herpetólogo alemán (f. 1832).
- 31 de marzo: Félix Auvray, pintor, escritor y caricaturista francés (f. 1833).

### Abril
- 2 de abril: Juan Francisco de Vidal La Hoz, militar y político peruano (f. 1863).
- 7 de abril: José Guadalupe Montenegro, militar y político mexicano (f. 1885).
- 9 de abril: Roberto de Visiani, botánico y médico italiano (f. 1878).
- 11 de abril:
  - Manuel María Mosquera y Arboleda, político intelectual y diplomático colombiano (f. 1882).
  - Manuel José Mosquera, clérigo colombiano (f. 1853).
- 13 de abril: Isabel de Saboya-Carignano, princesa de Saboya y la tía y suegra de Víctor Manuel II (f. 1856).
- 15 de abril:
  - James Clark Ross, oficial de la Marina Real británica, explorador y botánico británico (f. 1862).
  - Gilbert Thomas Burnett, botánico, pteridólogo y zoólogo británico (f. 1835).
- 16 de abril: George Charles Bingham, militar británico (f. 1888).
- 18 de abril: Anton Eleutherius Sauter, botánico, micólogo y médico austríaco (f. 1881).
- 21 de abril: Anselmo Llorente y La Fuente, primer obispo de Costa Rica (f. 1871).
- 22 de abril: María Francisca de Braganza, Infanta de Portugal de la Casa de los Braganza, con el tratamiento de alteza real y casada con el primer pretendiente carlista al trono de España (f. 1834).
- 24 de abril: Heinrich Wydler, botánico suizo (f. 1883).
- 24 de abril: Georg Hellmesberger, compositor, director y violinista austriaco (f. 1873).
- 26 de abril: Elizabeth Sinclair, ama de casa, granjera y propietaria de plantaciones en Nueva Zelanda y Hawái (f. 1892).
- 28 de abril: Guillermo Tupper, militar británico (f. 1830).

### Mayo
- 5 de mayo:
  - Raymond Brucker, escritor francés (f. 1875).
  - Louis Hachette, editor y escritor francés (f. 1864).
- 9 de mayo:
  - Annunciata Cocchetti, religiosa católica italiana (f. 1882).
  - John Brown, famoso abolicionista estadounidense (f. 1859).
- 10 de mayo: Charles Knowlton, médico, ateo y escritor estadounidense (f. 1850).
- 12 de mayo: Jean-Félix Adolphe Gambart, astrónomo francés (f. 1836).
- 14 de mayo: Hermann Fulda, teólogo luterano y pastor en Dammendorf desde 1827 hasta 1880 (f. 1883).
- 15 de mayo: Charles Jeanne, guardia nacional y escritor francés (f. 1837).
- 17 de mayo: Pedro de la Hoz, periodista español (f. 1865).
- 19 de mayo: Sarah Miriam Peale, pintora estadounidense (f. 1885).
- 20 de mayo: Adelaide Tosi, soprano italiana (f. 1859).
- 25 de mayo: Leonard Jenyns, sacerdote, escritor y naturalista británico (f. 1893).
- 30 de mayo: Karl Wilhelm Feuerbach, matemático alemán (f. 1834).

### Junio
- 11 de junio: Carlo Vittadini, médico y micólogo italiano (f. 1865).
- 12 de junio: Segundo Roca, militar argentino (f. 1866).
- 16 de junio: Karl Moritz Diesing, naturalista y zoólogo austríaco (f. 1867).
- 17 de junio: William Parsons, tercer Conde de Rosse (f. 1867).
- 26 de junio: Octave Tassaert, pintor, grabador e ilustrador francés (f. 1874).

### Julio
- 6 de julio: Alonzo Potter, obispo estadounidense (f. 1865).
- 7 de julio: Fermín Caballero, geógrafo, periodista, escritor, político y orador español (f. 1876).
- 8 de julio: Aleksandr Veltman, cartógrafo, lingüista, arqueólogo, poeta y escritor ruso (f. 1870).
- 10 de julio: Justo Donoso Vivanco, profesor, periodista, político y eclesiástico chileno (f. 1868).
- 12 de julio: Rafael Rivero de la Tixera, senador del Reino con carácter vitalicio desde 1867 (f. 1881).
- 14 de julio: Jean-Baptiste Dumas, químico, político y catedrático francés (f. 1884).
- 16 de julio: Joseph Henri François Neumann, botánico francés (f. 1858).
- 19 de julio: Juan José Flores, militar venezolano y, posteriormente, líder político ecuatoriano a partir de 1830 (f. 1864).
- 22 de julio:
  - Jakob Lorber, profesor austriaco (f. 1864).
  - Manuel López Cotilla, político y educador mexicano (f. 1861).
- 23 de julio: Santiago Albarracín, militar argentino (f. 1869).
- 24 de julio: Henry Shaw, botánico estadounidense (f. 1889).
- 25 de julio: Johann Heinrich Robert Göppert, botánico, pteridólogo, micólogo, briólogo, paleontólogo alemán (f. 1884).
- 28 de julio:
  - Frédérick Lemaître, actor francés (f. 1876).
  - Charles Henri Pellegrini, ingeniero saboyano nacionalizado argentino (f. 1875).

- 31 de julio:

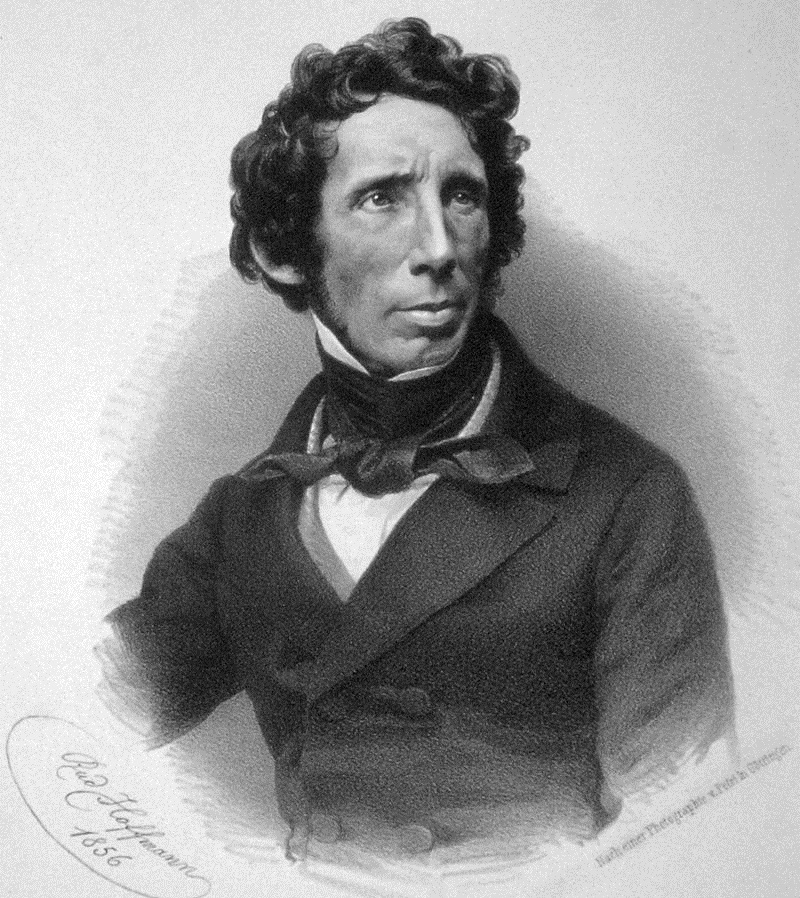
Friedrich Wöhler

  - Friedrich Wöhler, pedagogo y químico alemán (f. 1882).
  - Ignacia Sáenz y Ulloa, fue primera dama de Costa Rica de 1822 a 1823 y de 1833 a 1835 (f. 1873).

### Agosto
- 5 de agosto: Ramón María Narváez, militar y político español (f. 1868).
- 10 de agosto: Otto August Rosenberger, astrónomo báltico alemán (f. 1890).
- 12 de agosto: Jean-Jacques Ampère, filólogo, escritor e historiador francés (f. 1864).
- 13 de agosto: Ippolito Rosellini, egiptólogo italiano (f. 1843).
- 17 de agosto: Charles Rogier, periodista y político belga líder en la Revolución belga de 1830 (f. 1885).
- 22 de agosto: Edward Bouverie Pusey, teólogo inglés (f. 1882).
- 23 de agosto: Evangelos Zappas, patriota, empresario y filántropo griego (f. 1865).
- 25 de agosto:
  - Karl von Hase, teólogo protestante, historiador de la iglesia alemana y ocasional predicador en la corte del Káiser Guillermo II (f. 1890).
  - José Luis Casaseca, químico industrial y científico español (f. 1869).
- 26 de agosto: Félix Archimède Pouchet, naturalista francés (f. 1872).
- 30 de agosto: Augusta von Harrach, segunda esposa del rey Federico Guillermo III de Prusia (f. 1873).

### Septiembre
- 1 de septiembre: Giuseppe Gabriel Balsamo-Crivelli, naturalista y mineralista italiano (f. 1874).
- 4 de septiembre: Paulina de Wurtemberg, hija de Luis de Wurtemberg y Enriqueta de Nassau-Weilburg (f. 1873).
- 6 de septiembre: Catharine Beecher, educadora estadounidense (f. 1878).
- 8 de septiembre: Mercedes Álvarez Morón, patriota argentina (f. 1893).
- 12 de septiembre: Pierre-Charles Fournier de Saint-Amant, maestro de ajedrez francés (f. 1872).
- 15 de septiembre: Pablo Federico de Mecklemburgo-Schwerin, gobernó como Gran Duque de Mecklemburgo-Schwerin desde 1837 a 1842 (f. 1842).
- 16 de septiembre: Eugène Hugo poeta francés (f. 1837).
- 17 de septiembre: Franklin Buchanan, oficial de la Armada de los Estados Unidos que se convirtió en el único almirante mayor de la Armada de la Confederación durante la guerra civil americana (f. 1874).
- 19 de septiembre: Tomás Espora, fue un marino que actuó en las guerras de la Independencia y en la del Brasil (f. 1835).
- 21 de septiembre: Benito Monfort, fotógrafo español (f. 1871).
- 22 de septiembre: George Bentham, botánico, pteridólogo y micólogo inglés (f. 1884).
- 25 de septiembre: Hermann Ludwig Sello, botánico, y extraordinario horticultor prusiano alemán (f. 1876).
- 26 de septiembre: José María Mathé Aragua, ingeniero y militar español (f. 1875).
- 27 de septiembre: Charles Louis Constant Pauquy, médico, botánico francés (f. 1854).
- 29 de septiembre: Frederick Bakewell, físico inglés (f. 1869).
- 30 de septiembre: Jerónimo Hermosilla, canonizado por la Iglesia católica como san Jerónimo Hermosilla en 1988 (f. 1861).

### Octubre
- 1 de octubre: Nat Turner, esclavo estadounidense (f. 1831).
- 2 de octubre:
  - Félix de Schwarzenberg, aristócrata, militar y estadista austríaco (f. 1852).
  - Ángel Remigio Rosado, militar mexicano (f. 1849).
- 3 de octubre: George Bancroft, historiador y estadista estadounidense (f. 1891).
- 7 de octubre: Carlota Luisa de Godoy y Borbón, aristócrata española, hija del primer ministro Manuel Godoy (f. 1886).
- 8 de octubre: Jules Desnoyers, geólogo y arqueólogo francés (f. 1887).
- 9 de octubre: José María Melo, militar y político neogranadino (f. 1860).
- 17 de octubre: José María Gutiérrez de Estrada, diplomático y político mexicano (f. 1867).
- 19 de octubre: Pedro Alcántara Herrán, militar y político colombiano (f. 1872).
- 21 de octubre: Ramón Dueñas Carrera, político y militar chileno (f. 1879).
- 23 de octubre: Henri Milne-Edwards, zoólogo francés (f. 1885).
- 25 de octubre
  - Jacques Paul Migne, sacerdote francés (f. 1875).
  - Thomas Macaulay, poeta, historiador y político británico (f. 1859).
  - Maria Jane Jewsbury, escritora y crítica literaria británica (f. 1833).
- 26 de octubre
  - Helmuth von Moltke, mariscal de campo alemán (f. 1891).
  - Juan King, marino de origen irlandés (f. 1857).

### Noviembre
- 1 de noviembre:
  - José María del Canto Marín de Poveda, militar chileno (f. 1877).
  - Carl Meissner, botánico y profesor suizo (f. 1874).
  - Charles Lemaire, botánico, escritor y pteridólogo francés (f. 1871).
- 5 de noviembre: Francisco de Paula Orlando, militar, general, político y aristócrata español (f. 1869).
- 10 de noviembre: Alexander Walker Scott, entomólogo australiano (f. 1883).
- 14 de noviembre: James F. Reed, empresario, soldado y miembro de la organización de la fallida expedición Donner a California, en 1846 (f. 1874).
- 15 de noviembre: Edward Perry, fabricante británico (f. 1869).
- 17 de noviembre: Achille Fould, financiero y político francés (f. 1867).
- 18 de noviembre: John Nelson Darby, fue un evangelista angloirlandés y una figura de gran influencia entre los primeros Hermanos de Plymouth (f. 1882).
- 19 de noviembre: María Sáez de Vernet, esposa de Luis Vernet, primer Comandancia Política y Militar de las islas Malvinas (f. 1858).
- 20 de noviembre:
  - Richard Rothwell, pintor irlandés (f. 1868).
  - José Félix Iguaín, militar y político peruano [f. 1851).
- 22 de noviembre:
  - Heinrich Josef Guthnick, naturalista y botánico suizo (f. 1880).
  - Jules Bastide, publicista francés (f. 1879).
- 30 de noviembre: Franz Joseph Unger, médico, botánioco, paleontólogo y especialista en fisiología vegetal austríaco (f. 1870).

### Diciembre
- 1 de diciembre:
  - Carl Friedrich Wilhelm Braun, farmacéutico, botánico, geólogo, paleontólogo alemán (f. 1864).
  - Mihály Vörösmarty, poeta y dramaturgo húngaro (f. 1855).
- 3 de diciembre:
  - Émile Pereire, financiero francés(también conocido como uno de los Hermanos Pereire) (f. 1875).
  - Pehr Johan Beurling, abogado y botánico sueco (f. 1866).
  - France Prešeren, poeta romántico esloveno (f. 1849).
- 4 de diciembre: Emil Aarestrup, poeta y médico danés (f. 1856).
- 7 de diciembre:
  - José Justiniani Ramírez de Arellano, político español (f. 1853).
  - Giuseppe Gené, naturalista y escritor italiano (f. 1847).
- 10 de diciembre:
  - Philippe Ricord, médico y cirujano francés (f. 1889).
  - Eugène Durieu, fotógrafo francés (f. 1874).
- 17 de diciembre: Bernardo II de Sajonia-Meiningen, Duque de Sajonia-Meiningen (f. 1882).
- 18 de diciembre: Anna Maria Janer Anglarill, religiosa española (f. 1885).
- 21 de diciembre:
  - Juan Montero Telinge, comerciante y político español (f. 1893).
  - Tomás Miró Rubini, poeta panameño (f. 1881).
  - Luisa de Sajonia-Gotha-Altenburgo princesa alemana de la Casa de Wettin, Duquesa consorte de Sajonia-Coburgo-Gotha entre 1825 y 1826 (f. 1831).
- 25 de diciembre:
  - José Manuel Groot, escritor, historiador, periodista, pintor, caricaturista y educador colombiano (f. 1878).
  - John Phillips, geólogo y naturalista inglés (f. 1874).
  - Manuel de Las Paredes, político español (f. 1855).
- 28 de diciembre: Domingo de Oro, político argentino (f. 1979).

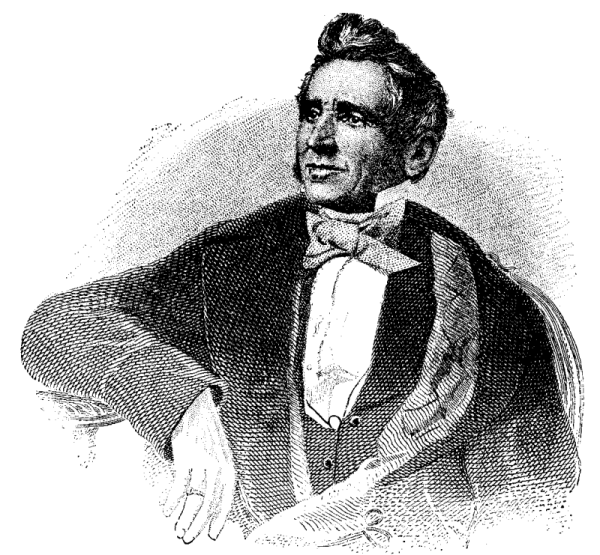
Charles Goodyear

- 29 de diciembre: Charles Goodyear, descubrió la vulcanización del caucho tras endeudarse y dedicar cinco años a la prueba e investigación autodidacta a esta empresa (f. 1860).
  - János A. Heuffel, botánico húngaro (f. 1857).
  - Joaquín Acosta, geólogo, historiador, político y militar neogranadino (f. 1852).
- 30 de diciembre: Manuel Olazábal, militar argentino (f. 1872).
- 31 de diciembre: José Antonio Mexía, político y general mexicano del siglo XIX (f. 1839).

### Fechas desconocidas
- Agustín Pérez Zaragoza, escritor español del siglo XIX (f. siglo XIX).
- Agustín Barreiro, coronel del ejército ecuatoriano durante la presidencia del Dr. Gabriel García Moreno (f. siglo XIX).
- Narciso Mendoza, niño militar insurgente de la guerra de la independencia de México (f. 1888).
- Juan de Abreu, pintor español (f. 1887).
- Santiago Reuquecurá, poderoso cacique huilliche del siglo XIX (f. 1887).
- Martina Chapanay, fue una guerrillera que actuó en las guerras civiles argentinas del siglo XIX (f. 1887).
- Zinovios Valvis, político griego (f. 1886).
- Guillermo Blest, médico irlandés (f. 1884).
- Joseph Hubeny, botánico checo (f. 1880).
- Carmen Gana, fue la esposa del presidente de Chile Manuel Blanco Encalada y primera dama del país (f. 1880).
- Dolores Vargas París, fue una joven heroína de la independencia de la Nueva Granada y primera dama de la nación entre 1830 y 1831 (f. 1878).
- Simón Sarlat García, farmacéutico, médico y político mexicano (f. 1877).
- Atanasio Bello Montero, músico venezolano (f. 1876).
- Anna Fiodorovna Vólkova, química rusa (f. 1876).
- Manuel Ferré, empresario, militar y político argentino (f. 1875).
- José Castelaro, pintor español (f. 1873).
- José Vicente Bustillos, farmacólogo, político y profesor universitario chileno (f. 1873).
- José Damaso Romillo Ortiz, impresor activo en Madrid en la primera mitad del siglo XIX (f. 1872).
- Manuel Del Río De Narváez, abogado colombiano (f. 1871).
- Julien Victor de Martrin-Donos, botánico francés (f. 1870).
- John Hogg, naturalista, y botánico inglés, taxónomo y curador (f. 1869).
- José Balaca, pintor y miniaturista español (f. 1869).
- Anacleto Burgoa, militar argentino (f. 1868).
- Bernardo del Solar Marín, político y abogado chileno (f. 1868).
- Alexander Gibson, cirujano, y botánico escocés (f. 1867).
- Pedro Nolasco Vergara Albano, diputado, gobernador y agricultor chileno (f. 1867).
- Joaquín Ramiro, militar argentino (f. 1867).
- Carlos Salazar Castro, militar liberal hondureño (f. 1867).
- George William Francis, botánico, científico y escritor inglés (f. 1865).
- Pedro Castañeda, político argentino (f. 1863).
- Yákiv Kujarenko, militar ruso (f. 1862).
- José Manuel Saravia, militar, caudillo y político argentino (f. 1860).
- Gustav Heynhold, botánico alemán (f. 1860).
- José Oyanguren, abogado español (f. 1858).
- Domingo Ramírez de Arellano, general nació en la Ciudad de México (f. 1858).
- Manuel Álvarez Zamora, fue el Primer Gobernador del Estado de Colima, México (f. 1857).
- Prudencio Rosas, estanciero y militar argentino (f. 1857).
- José María Flores, militar argentino (f. 1856).
- Madhusudan Gupta, médico indio, el primero que diseccionó un cadáver (f. 1856).
- Mariano Paredes, militar guatemalteco (f. 1856).
- Kitsos Tzavelas, combatiente de la Guerra de independencia de Grecia y un hombre político griego (f. 1855).
- Faustino Velazco, militar argentino (f. 1853).
- Hiram Page, médico estadounidense (f. 1852).
- Franz Xaver Choter, pianista y compositor austríaco (f. 1852).
- Emiliano Madriz, abogado y político nicaragüense (f. 1844).
- Karl Heinrich Lang, profesor, botánico alemán (f. 1843).
- Juan Godoy, pastor chileno (f. 1842).
- Tomás Brizuela, militar y caudillon argentino (f. 1841).
- Eulalie Delile, artista botánica (f. 1840).
- Luggenemenener, originaria tasmania (f. 1837).
- Casiano Aparicio, militar argentino (f. 1836).
- Cristóbal Manuel de Villena y Melo de Portugal, fue el VI Conde de Vía Manuel, XIV Señor de Cheles y II Barón del Monte desde 1817 hasta 1834 (f. 1834).
- José Manuel Montoya, coronel colombiano (f. 1833).
- Avelino Díaz, físico, matemático y legislador argentino (f. 1831).
- James Macrae, botánico y explorador inglés (f. 1830).
- Windradyne, guerrero aborigen australiano (f. 1829).
- Teresa del Riego, viuda y sobrina del General Rafael del Riego (f. 1824).
- Barry, fue un perro de una raza más adelante conocida como el San Bernardo que trabajó como perro de rescate montañés en Suiza para el Gran Hospicio de San Bernardo (f. 1814).
- Ángel "Cabeza de Perro" García, pirata español (f. ¿?).
- Pablo Cottenot, astrónomo francés (f. ¿?).

## Fallecimientos

### Enero
- 1 de enero: Vincenzo Lupoli, obispo católico, jurista literato italiano (n. 1737).
- 6 de enero: William Brownrigg, médico y científico inglés (n. 1711).
- 13 de enero: Peter von Biron, fue el último duque de Curlandia desde 1769 hasta 1795 (n. 1724).
- 16 de enero: Margaret Corbin, mujer que luchó en la Guerra de Independencia de los Estados Unidos (n. 1751).
- 21 de enero: Jean-Baptiste Le Roy, físico francés del siglo XVIII (n. 1720).
- 22 de enero: George Steevens, comentarista y editor de William Shakespeare de origen británico (n. 1736).
- 23 de enero: Domingo Perler, militar y marino español (n. 1724).
- 26 de enero: Johann Kaspar Thürriegel, coronel alemán (n. 1722).
- 27 de enero: Joaquín "Costillares" Rodríguez, torero español (f. 1743).
- 27 de enero: José Petisco, jesuita y helenista español (n. 1724).

### Febrero
- 20 de febrero: Luc Breton, escultor francés del siglo XVIII (n. 1731).
- 27 de febrero: Adelaida de Francia, princesa francesa, cuarta hija de los reyes Luis XV de Francia y  María Leszczynska (n. 1832).

### Marzo
- 15 de marzo: Francisco Gautier, constructor de navíos francés (n. 1733).
- 19 de marzo: Joseph de Guignes, orientalista francés (n. 1721).

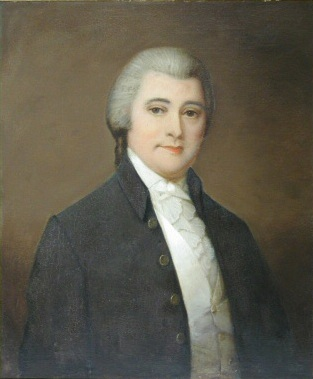
William Blount

- 21 de marzo: William Blount, estadista y un especulador americano de la tierra (n. 1749).
- 24 de marzo: Bernardo del Campo, diplomático español (n. ¿?).
- 25 de marzo: Friedrich Adam Julius von Wangenheim, botánico alemán (n. 1749).
- 29 de marzo: Marc-René de Montalembert, militar francés (n. 1714).

### Abril
- 1 de abril: Juan Francisco Jiménez del Río, religioso español (n. 1736).
- 9 de abril: Antonio de Arévalo, matemático e ingeniero militar español (n. 1715).
- 21 de abril: Pierre Bertholon de Saint-Lazare, físico francés (n. 1741).
- 23 de abril: Abraham Gagnebin, médico y naturalista suizo (n. 1707).
- 25 de abril: Abel Seyler, banquero, actor, director de teatro y masón suizo (n. 1730).
- 25 de abril: William Cowper, poeta inglés (n. 1731).

### Mayo
- 1 de mayo: Felipa de Brandeburgo-Schwedt, princesa de Brandeburgo-Schwedt, fue hija de Federico Guillermo de Brandeburgo-Schwedt y de su consorte Sofía Dorotea de Prusia (n. 1745).
- 4 de mayo: Armand Désiré de Vignerot du Plessis, militar de carrera y político francés (n. 1761).
- 7 de mayo: Jean-Baptiste Vallin de la Mothe, arquitecto francés (n. 1729).
- 7 de mayo: Niccolò Piccinni, compositor italiano (n. 1728).
- 14 de mayo: Elizabeth Johnson, escritora inglesa (n. 1721).

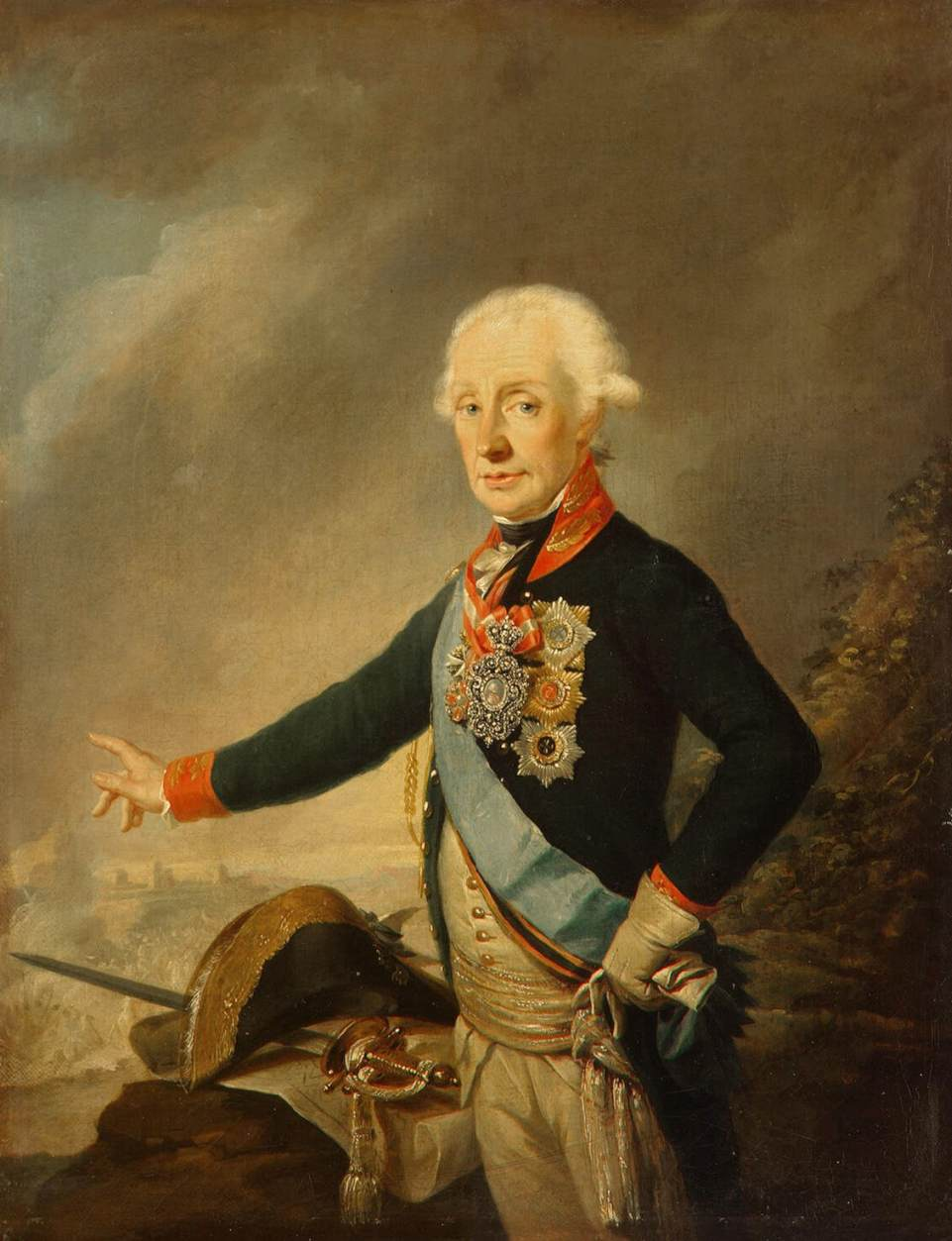
Aleksandr Suvórov

- 18 de mayo: Aleksandr Suvórov, generalísimo ruso (n. 1729).
- 23 de mayo: Henry Cort, empresario e inventor metalúrgico inglés (n. 1740).
- 24 de mayo: Johann Christian Kestner, jurista y archivista alemán (n. 1741).
- 26 de mayo: Alonso Núñez de Haro, eclesiástico español (n. 1729).

### Junio
- 10 de junio: Johann Abraham Peter Schulz, músico y compositor alemán (n. 1747).
- 11 de junio: Margarethe Danzi, compositora y soprano alemana (n.1768).
- 14 de junio: Louis Charles Antoine Desaix, jefe militar francés (n. 1768).
- 14 de junio: Jean Baptiste Kléber, general fran´ces (n. 1753).
- 20 de junio: Abraham Gotthelf Kastner, matemático alemán (n. 1719).
- 27 de junio: William Cumberland Cruikshank, químico y anatomista británico (n. 1745).
- 28 de junio: Enrique XI de Reuss-Greiz, primer príncipe de Reuss-Greiz desde 1778 hasta 1800 (n. 1722).

### Julio
- 2 de julio: Victor Louis, arquitecto francés (n. 1731).
- 14 de julio: Lorenzo Mascheroni, matemático italiano (n. 1750).
- 19 de julio: José de Rezabal y Ugarte, abogado, juez y jurista español (n. 1747).
- 23 de julio: John Rutledge, jurista estadounidense (n. 1739).

### Agosto
- 3 de agosto: Carl Friedrich Christian Fasch, compositor y clavecinista alemán (n. 1736).
- 5 de agosto: Johann Georg Büsch, profesor de matemáticas alemán (n. 1728).
- 12 de agosto: Anne-Catherine Helvétius, salonnière francesa (n. 1722).
- 16 de agosto: Carlos Manuel de Saboya-Carignano, príncipe de Saboya y más tarde el 6° Príncipe de Carignano entre 1780 y 1800 (n. 1770).
- 16 de agosto: Charles Louis L'Héritier de Brutelle, magistrado francés (n. 1746).
- 18 de agosto: Jeongjo, vigésimo segundo gobernante de la dinastía Joseon de Corea (n. 1752).
- 18 de agosto: Arnulphe d'Aumont, médico y escritor francés (n. 1720).
- 18 de agosto: Filippo Fontana, arquitecto y escenógrafo  boloñés (n. 1744).
- 21 de agosto: Johann Nepomuk Peyerl, actor, violinista y barítono (n. 1761).
- 25 de agosto: Elizabeth Montagu, una famosa reformadora social británica (n. 1720).

### Septiembre
- 8 de septiembre: Ernesto Federico de Sajonia-Coburgo-Saalfeld, príncipe soberano de Sajonia-Coburgo-Saalfeld (n. 1724).
- 17 de septiembre: Johann Euler, matemático y astrónomo suizo-ruso (n. 1734).
- 26 de septiembre: Salavat Yuláyev, libertador y poeta ruso (n. 1752).
- 26 de septiembre: William Billings, compositor de himnos estadounidense (f. 1746).
- 27 de septiembre: Hyacinthe Jadin, compositor y pianista francés (n. 1776).
- 29 de septiembre: Marie-Angélique de Bombelles, cortesana francesa (n. 1762).
- 29 de septiembre: Michael Denis, sacerdote austríaco (n. 1729).

### Octubre
- 8 de octubre: Johann Hermann, médico francés (n. 1738).
- 8 de octubre: Charles-Georges Fenouillot de Falbaire de Quingey, escritor francés (n. 1727).
- 10 de octubre: Gabriel Prosser, esclavo afroamericano (n. 1776).
- 23 de octubre: Joaquín Primo de Rivera y Pérez de Acal, brigadier del Ejército Real y gobernador de Maracaibo (n. 1734).
- 25 de octubre: Manuel Gual, militar y político venezolano (n. 1759).

### Noviembre
- 5 de noviembre: Jesse Ramsden, matemático, astrónomo y constructor de instrumentos científicos inglés del siglo XVIII (n. 1735).
- 14 de noviembre: François Claude Amour, marqués de Bouillé, general francés (n. 1739).
- 22 de noviembre: Salomon Maimon, filósofo e itustrado judío (n. 1753).
- 28 de noviembre: Marie-Charlotte Hippolyte de Campet de Saujon, mujer de letras y salonnière francesa (n. 1725).
- 29 de noviembre: Juan Díaz de la Guerra, eclesiástico español (n. 1726).

### Diciembre
- 2 de diciembre: José de Ribas, noble de origen español y almirante de la armada imperial rusa bajo las órdenes de Catalina II de Rusia (n. 1749).
- 5 de diciembre: Dominique Séraphin, titiritero francés (n. 1747).
- 6 de diciembre: Pierre Jean-Baptiste Legrand d'Aussy, literario francés (n. 1737).
- 8 de diciembre: Felipe Antonio Fernández Vallejo, eclesiástico e historiador español (n. 1739).
- 16 de diciembre: Paulino Erdt, teólogo alemán (n. 1737).
- 27 de diciembre: Hugh Blair, predicador, crítico y catedrático escocés (n. 1718).
- 28 de diciembre: Aaron Hart, hombre de negocios en el Bajo Canadá (n. 1724).

### Fechas desconocidas
- Frederick Polydore Nodder, ilustrador y naturalista inglés (n. 1770).
- Joseph Ingraham, marino, comerciante y explorador estadounidense (n. 1762).
- Louis Primeau, uno de los primeros comerciantes europeos de pieles en el río Churchill (n. 1749).
- Pedro Abad y Mestre, botánico y farmacéutico español (n. 1748).
- Manuel Fernández Acevedo, pintor español (n. 1744).
- Fernando Gregorio, dibujante y grabador italiano (n. 1740).
- Ernst Adolf Raeuschel, botánico y briólogo alemán (n. 1740).
- Domingo Álvarez Enciso, pintor español (n. 1739).
- Francisco Cerdá y Rico, erudito, humanista, jurisconsulto y escritor español (n. 1739).
- Catharina Ahlgren, escritora feminista sueca (n. 1734).
- Zsigmond Horvátovszky, botánico checo (n. 1730).
- Francisco Subercaseaux Breton, empresario francés (n. 1730).
- Charles Michel de Langlade, un importante comerciante de cuero de Nueva Francia, hijo de un comerciante francés y una mujer Ottawa (n. 1729).
- Samuel Barrington, almirante de la marina británica (n. 1729).
- Francisco Antonio Crespo, gobernador y capitán general de Sonora y Sinaloa (n. 1720).
- Meshulam Zusha de Hannopil, rabino ortodoxo del siglo XVIII (n. 1719).
- Antonio Sarnelli, pintor tardobarroco italiano (n. 1712).
- Clemente Morán, religioso, escritor y poeta chileno (n. ¿?).
- Francesco Piticchio, compositor italiano (n. ¿?).